# Teodozjusz (Lazor)
Teodozjusz, imię świeckie Frank Lazor (ur. 27 października 1933 w Canonsburgu, zm. 19 października 2020 tamże) – zwierzchnik Kościoła Prawosławnego w Ameryce w latach 1977–2002.

## Życiorys
Urodził się w rodzinie emigrantów z Galicji. Jego rodzice John i Mary Lazor pochodzili spod Sanoka. W młodym wieku był lektorem i ministrantem w cerkwi św. Jana Chrzciciela w Canonsburgu. Ukończył studia teologiczne w seminarium św. Włodzimierza w Nowym Jorku w 1960. Następnie ukończył studia podyplomowe w Bossey. Po powrocie do Stanów Zjednoczonych w 1961 złożył śluby zakonne na ręce biskupa Bostonu Ireneusza, w kaplicy św. Sergiusza w Oyster Cove w stanie Nowy Jork, przyjmując imię zakonne Teodozjusz na cześć św. Teodozjusza Czernihowskiego. W tym samym roku został kolejno hierodiakonem i hieromnichem. Święceń diakońskich udzielił mu 14 października tegoż roku biskup waszyngtoński Cyprian, zaś święcenia kapłańskie hierodiakon Teodozjusz przyjął 22 października 1961 z rąk arcybiskupa Pittsburgha i Wirginii Zachodniej Beniamina. Służył jako proboszcz parafii Narodzenia Matki Bożej w Madison oraz jako pomocniczy kapelan wojskowy.
W 1967 otrzymał nominację na biskupa pomocniczego diecezji waszyngtońskiej oraz na tymczasowego administratora diecezji Alaski. Uroczysta chirotonia miała miejsce 6 maja 1967 r. w soborze Opieki Matki Bożej w Nowym Jorku. Od 17 listopada tego samego roku był biskupem ordynariuszem diecezji Alaski. W czasie swojego zarządzania diecezją przeprowadził odbudowę soboru św. Michała Archanioła w Sitce, zniszczonego rok wcześniej przez pożar. W maju 1970 stał na czele delegacji, która odebrała w Moskwie tomos – akt przyznania autokefalii Kościołowi Prawosławnemu w Ameryce. W tym samym roku współorganizował na Alasce kanonizację mnicha Hermana z Alaski.
W 1972 został przeniesiony do Diecezji Zachodniej Pensylwanii. Pięć lat później, po rezygnacji metropolity Ireneusza został wybrany na metropolitę całej Ameryki i Kanady. Od 1981 łączył ten urząd ze zwierzchnością nad nowo powstałą diecezją Waszyngtonu. W czasie zwierzchnictwa w Kościele nawiązał liczne kontakty międzynarodowe, przyjmował w Stanach Zjednoczonych patriarchę moskiewskiego i całej Rusi Aleksego II, patriarchę-katolikosa Gruzji Eliasza II i metropolitę warszawskiego i całej Polski Sawę. Działał na rzecz zjednoczenia wszystkich jurysdykcji prawosławnych na terytorium Stanów Zjednoczonych. W czasie wojny w Kosowie wzywał Billa Clintona do zakończenia bombardowań Jugosławii przez siły NATO oraz apelował o uszanowanie prawa wszystkich narodów do zamieszkiwania na spornym obszarze.
Po wybuchu skandalu finansowego w Kościele Prawosławnym w Ameryce duchownego oskarżono o przelewanie środków należących do Kościoła na prywatne konto bankowe.
1 maja 2001 udał się na czteromiesięczny urlop ze względu na zły stan zdrowia (przeszedł dwa wylewy). 21 czerwca 2002 ostatecznie zrezygnował z urzędu i zamieszkał w pobliżu monasteru św. Tichona w South Canaan. Zmarł po długiej chorobie w 2020 r. i został pochowany na terenie cerkwi św. Jana Chrzciciela w Canonsburgu.